# ポルティチ
ポルティチ（イタリア語: Portici）は、イタリア共和国カンパニア州ナポリ県にある、人口約5万6000人の基礎自治体（コムーネ）。
ナポリの南約8kmに位置し、ナポリ王国（のちに両シチリア王国）のポルティチ宮殿が置かれていた。宮殿はナポリ大学農学部校舎として利用されている。

## 地理

### 位置・広がり
ナポリ中心部から南東へ7kmの距離にある。

#### 隣接コムーネ
隣接するコムーネは以下の通り。
- エルコラーノ
- ナポリ
- サン・ジョルジョ・ア・クレマーノ

### 市街
道路や歩道はヴェスヴィオの溶岩による石畳からなる。
ナポリ大学(Università di Napoli "Federico II")農学部、生物工学部が街の南側にある。